# Karolínská říše
Karolínská říše je historické označení pro říši Karla Velikého, poslední fázi v historii raně středověké Franské říše (latinsky Imperium Francorum). Ve své době byla nazývána různě, například Říší římskou (latinsky Imperium Romanum), Říší Římanů a Franků (latinsky Romanorum sive Francorum imperium) nebo Říší křesťanskou (Imperium Christianum) apod. Karolínská říše vznikla korunovací Karla Velikého na císaře v Římě roku 800. Za konec říše se považuje rok 843 – její rozdělení verdunskou smlouvou, rok 888 – úmrtí Karla III. Tlustého, posledního císaře z dynastie Karlovců, nebo rok 924 – úmrtí Berengara, posledního panovníka korunovaného na císaře před obnovením římské říše Otou Velikým roku 962.

## Geografie

Rozdělená říše na základě Verdunské smlouvy v roce 843

Rozloha říše na jejím zenitu okolo roku 800 byla cca 1 112 000 km2 a počet obyvatel se pohyboval mezi 10 a 20 miliony.

## Historie
V roce 843 došlo k rozdělení říše, tzv. verdunské dělení, čímž začala nejstarší etapa v historii francouzského a německého království, která se v období vrcholného středověku ukázala jako silné monarchie kontinentální Evropy – kapetovská Francie a Svatá říše římská – předchůdci dnešních zemí jako Francie a Německo.